# Associated Press

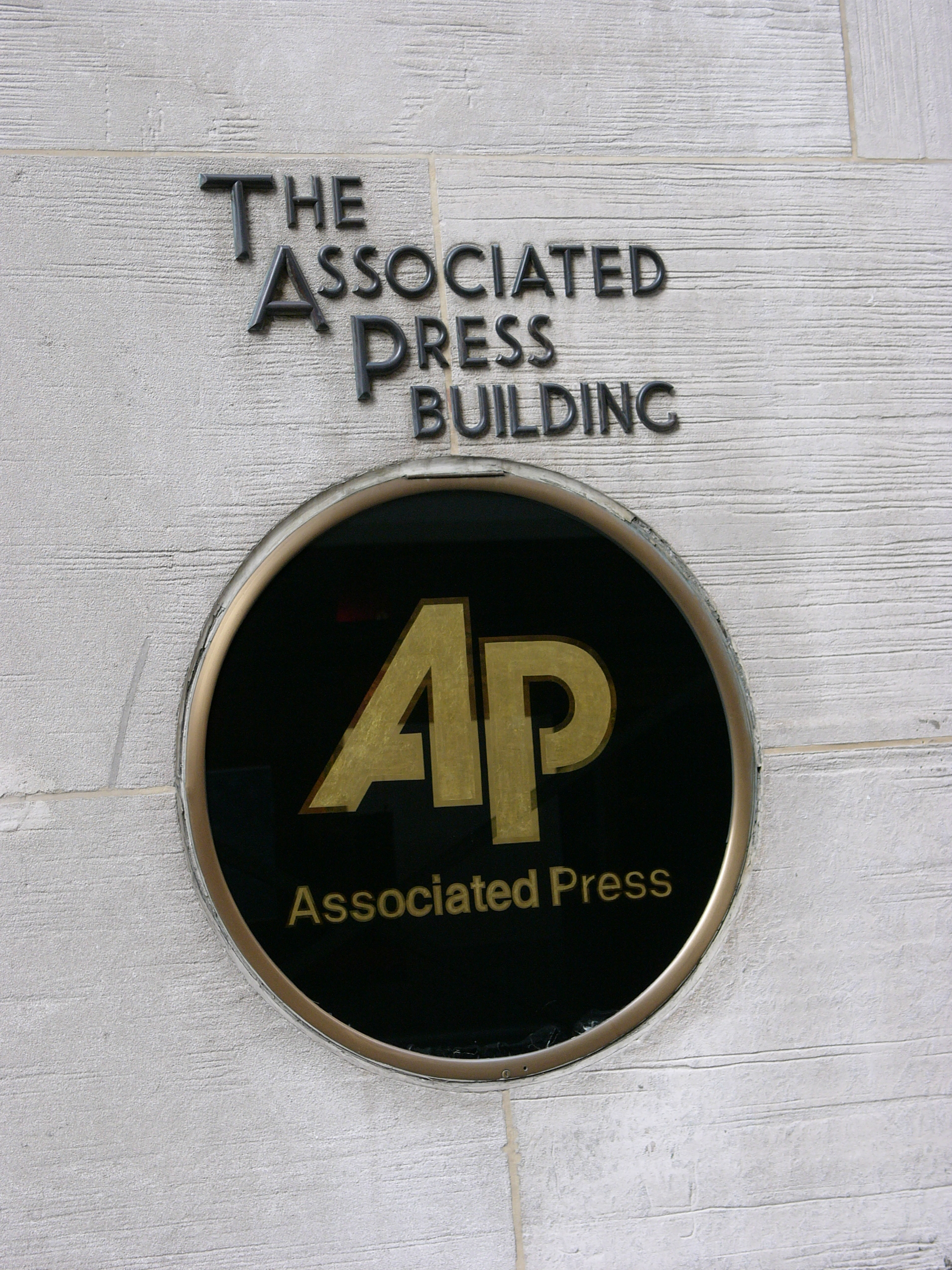
Siedziba Associated Press

Associated Press (AP) – amerykańska agencja prasowa, spółdzielnia typu „not-for-profit”.

4100 pracowników w 240 biurach zaopatruje w wiadomości około 6000 stacji radiowych i telewizyjnych oraz 1700 gazet w Stanach Zjednoczonych. Poza USA ma około 8500 klientów.
Serwisy Associated Press dostarczają dziennie ok. 10 000 wiadomości (łącznie ok. 20 milionów wyrazów i 1000 zdjęć). Wiadomości są tłumaczone na 5 języków obcych: hiszpański, niemiecki, francuski, niderlandzki i szwedzki.
Założona w 1846 roku przez kilka gazet, aby rozdzielić koszty relacjonowania walk meksykańsko-amerykańskich, poprzez łódź, ekspres konny i telegraf. Jeden z pierwszych zabitych korespondentów (tzw. wolnych strzelców), Mark Kellogg pracował dla AP, a jego ostatnie słowa miały brzmieć „I go with (Commander George Armstrong) Custer and will be at the death” (Idę z Custerem i będę przy śmierci). W 1935 roku AP stała się prekursorem przesyłania zdjęć za pomocą fototelegrafii. Przy pomocy maszyn Édouarda Belina (tzw. belinografów), który za pomocą fotokomórki skanował fotografie, a potem przy użyciu linii telefonicznej i prądu wysyłał do maszyny odbiorczej (de facto drukarki), odtwarzającej obraz nawet na drugim końcu Ziemi.

## Serwis codzienny
- 4 razy dziennie – digest, czyli indeks najważniejszych wiadomości dnia,
- 2 razy dziennie – indeks sportowy,
- codzienny zestaw dłuższych artykułów – reportaży z całego świata w tym na temat kultury, sztuki i nauki,
- 2 razy dziennie – skrót wiadomości,
- kalendarze,
- informacje o spodziewanych wydarzeniach politycznych i sportowych,
- „Today in history” – codzienny zestaw wiadomości historycznych,
- „People and Places” – czyli wiadomości o znanych osobistościach,
- „Weather” – informacja o pogodzie i temperaturze z całego świata,
- „Financial Fixtures” – wiadomości z giełd walutowych i kapitałowych w USA, Europie i Azji, notowania walut i złota,
- bieżąca informacja o dostępnym serwisie graficznym AP.

Serwis graficzny i fotograficzny udostępniane są w odrębnych serwisach:
- AP Images (dawn. AP Photo) – zdjęcia[2]
- AP World Graphics – mapy, ilustracje i plany[potrzebny przypis].